# Allan Simonsen (automobilista)
Allan Simonsen (Odense, 5 de julho de 1978 — Le Mans, 22 de junho de 2013) foi um automobilista dinamarquês.
Começou sua carreira pilotando karts, tendo mudado-se para os monopostos em 1999, conquistando o título da Fórmula Ford dinamarquesa já na sua estreia como piloto profissional. Até 2001, correu na Fórmula Palmer Audi, na Fórmula 3 alemã e na Fórmula Renault Britânica.
Migrou para as corridas de protótipos já em 2002, disputando o Campeonato Britânico de Gran Turismo. A partir daí, disputou diversos campeonatos de diferentes categorias: Australian Nations Cup Championship, V8 Supercars, V8 Ute Racing Series, European Le Mans Series, Campeonato Europeu de FIA GT3, FIA GT, Campeonato Australiano de Gran Turismo, American Le Mans Series, Aussie Racing Cars, Rolex Sports Car Series, VLN, Porsche Carrera Cup Asia, Campeonato PSCRAA de Enduro, Campeonato Mundial de Endurance da FIA e ADAC GT Masters.

## Morte
Em 22 de junho de 2013, Simonsen disputava sua sétima edição das 24 Horas de Le Mans, correndo com um Aston Martin Vantage GTE da série GTE-Am. Na terceira volta da prova, o piloto perdeu o controle do carro e bateu forte na curva Tertre Rouge. Com o Aston Martin bastante destruído, o dinamarquês foi resgatado consciente dos destroços e levado ao hospital. Entretanto, a organização da prova confirmou a morte de Simonsen por causa da gravidade dos ferimentos. Após a confirmação, os mecânicos da equipe, que também contava com Christoffer Nygaard e Kristian Poulsen como companheiros de Allan, fecharam as portas da garagem, mas como forma de homenageá-lo, seguiram na disputa.
A morte de Simonsen foi a primeira em corridas das 24 Horas de Le Mans desde 1986, quando o austríaco Jo Gartner bateu seu carro e faleceria na hora, e a primeira (contando os treinos) desde 1997, quando o francês Sébastien Enjolras bateu e morreu durante a pré-classificação. Tom Kristensen, vencedor da prova de 2013, dedicou o triunfo a Simonsen.